# Mundopa dohertyi
Mundopa dohertyi är en insektsart som beskrevs av William Lucas Distant 1906. Mundopa dohertyi ingår i släktet Mundopa och familjen kilstritar.
Artens utbredningsområde är Sri Lanka. Inga underarter finns listade i Catalogue of Life.